# Leo Mainoldi
Leonardo "Leo" Andrés Mainoldi (Cañada de Gómez, Santa Fe, 4 de marzo de 1985) es un baloncestista profesional argentino. Su posición es la de ala-pívot y actualmente juega en Obras Basket de la Liga Nacional de Básquet de Argentina.

## Carrera Deportiva
Formado en las divisiones inferiores del Club Atlético Deportivo Sarmiento, después de jugar en el Club Atlético Carcarañá de Santa Fe en la temporada 2001/2002 a Leo se le abrió la puerta de viajar hasta el baloncesto europeo, más concretamente al español de la mano del Pamesa Valencia. Así en el verano de 2002 firma un contrato con los che por cinco años. El primero de ellos forma parte del equipo junior, si bien entrena con asiduidad con el plantel del primer equipo.
Su debut en la Liga ACB, se produce esta campaña 2002/2003, concretamente el 1 de abril de 2003 en la pista del Fórum Valladolid y con Paco Olmos como entrenador. Incluso hay quien incluye en el palmarés de Mainoldi el título de Campeón de la Uleb Cup y de Subcampeón de la Liga ACB conquistados por los valencianos en aquella temporada.
Su primer año en Europa lo finiquita con la camiseta de Argentina disputando el Mundial Junior 2003 celebrado en Grecia.
En la temporada 2003/2004, repite el mismo esquema en su formación: juega en Liga EBA con el filial Pamesa Valencia Torrent y entrena con la plantilla de ACB. Sus promedios en EBA con de 14,6 puntos y 5,3 rebotes.
Su buena labor en el día a día le vale su ingreso en la Selección Sub-21 de Argentina con la que se proclama Campeón del Campeonato Sudamericano 2004. Además juega los campeonatos de Dallas Global Games y el Torneo de las Américas Sub-21 en Halifax (Canadá).
Mainoldi sube otro peldaño en la temporada 2004/2005 con su ingreso en el Pamesa Castellón de LEB 2. En esta nueva competición sus medias alcanzan 13,6 puntos y 4,8 rebotes, con un destacable 44% de acierto en triples. En verano de 2005 juega el Campeonato del Mundo Sub-21 con la selección de su país.
Cambia de aires en la temporada 2005/2006 ya que es fichado por el Tau Cerámica. Los vitorianos lo ceden al Autocid Ford Brugos de LEB 2. Este será un año triunfal para Leo y su nuevo equipo: En primer lugar vencen en la Copa LEB2 celebrada en Pontevedra y meses después se proclaman campeones de LEB2 con el consiguiente ascenso a LEB Oro. Leo promedia 11,5 puntos, 6,5 rebotes y un 44% en triples.
En la temporada 2006/2007, Leo juega por vez primera en LEB Oro, con la camiseta del Plus Pujol Lleida en calidad de cedido por el Tau Cerámica. Su adaptación a la nueva liga es inmediata y sus números así lo constatan: 10,1 puntos, 5,7 rebotes, 52% en tiros de dos puntos y 42% en triples.
El Lleida se hace en propiedad con los derechos de Mainoldi de cara a la campaña 2007/2008 y éste se convierte en piedra angular del equipo ilerdense. Sus 14,9 puntos, 6,2 rebotes y 40,4 % de acierto en triples le convierten indiscutiblemente en uno de los mejores jugadores de la LEB Oro.
En verano de 2008, Leonardo se proclama Campeón del Campeonato Sudamericano disputado en Chile con la selección, durante la temporada 2008-09 es fichado por el club Baloncesto Fuenlabrada.
Así, en la temporada 2008/2009 hace su auténtico debut como jugador ACB. El nivel demostrado le augura una larga carrera en la mejor liga de Europa: 40% en triples, 87% en tiros libres, y sobre todo la sensación de ir de menos a más mostrando un crecimiento en todos los aspectos del juego.
Su buen año, lo vuelve a llevar en verano de 2009 con la Selección de Argentina, inmersa en la batalla por obtener la clasificación para el Mundial de 2010. 
En agosto de 2013, tras estar en el derecho de tanteo, ficha por el Laboral Kutxa por 2 temporadas.
En 2015, firma por Quimsa, al estar sin equipo desde que no continuase en 2014 con Laboral Kutxa. El jugador de 29 años y 2.04 metros llega a la Fusión para sustituir al ex-NBA Erik Daniels. Quimsa sería su tercer equipo en Argentina después de formarse en Sarmiento de Cañada de Gómez y Atlético Carcarañá y vuelve a la Liga Nacional después de un largo periplo en el baloncesto español, donde ha vestido las camisetas de Pamesa Valencia, Pamesa Castellón, Tau Vitoria, Ford Burgos, Plus Pujol Lleida y Baloncesto Fuenlabrada.
Con la Selección nacional, fue parte del equipo que compitió en el Campeonato FIBA Américas 2015 disputado en Ciudad de México, obteniendo la clasificación a los Juegos Olímpicos del próximo año y el segundo puesto en este torneo.
En 2020 ficha por el Club Atlético Stockolmo, de la zona del Prado de Montevideo, para competir en el metropolitano de ascenso de la FUBB, el Club Atlético Stockolmo.  
Luego de su pasaje por el ascenso en Uruguay, llega al Club Trouville para disputar los playoffs de la Liga Uruguaya de Básquetbol 2019-20.  En cuartos de final, Trouville supera a Hebraica y Macabi por 3-1 y disputará las semifinales contra Urunday Universitario. 
El 5 de agosto de 2021, firma con Club San Martín de Corrientes de la Liga Nacional de Básquet.
En 2022 firma por Boca Juniors. El 20 de julio de 2024 se corona campeón de Liga Nacional de Básquet 2023-24. En septiembre dejó el equipo para reforzar a San Martín de Corrientes en el Torneo Interligas de Básquet, y en octubre se unió a Olímpico para disputar la Liga Sudamericana de Baloncesto. Jugó luego con los santiagueños en la LNB hasta diciembre, y pasó a Obras Basket con un contrato hasta el final de la temporada.

## Trayectoria
| Temporada | Club                     | País      | Liga |
| 2002-04   | Pamesa Valencia          | España    | ACB  |
| 2004-05   | Pamesa Castelló          | España    | LEB  |
| 2005-06   | Autocid Ford Burgos      | España    | LEB  |
| 2006-08   | Plus Pujol Lleida        | España    | LEB  |
| 2008-13   | Alta Gestión Fuenlabrada | España    | ACB  |
| 2013-14   | Laboral Kutxa            | España    | ACB  |
| 2014-15   | Quimsa                   | Argentina | LNB  |
| 2015-16   | Gimnasia Indalo          | Argentina | LNB  |
| 2016-18   | San Martín de Corrientes | Argentina | LNB  |
| 2018-20   | Quimsa                   | Argentina | LNB  |
| 2020      | Stockolmo                | Uruguay   | LUA  |
| 2020-21   | Trouville                | Uruguay   | LUB  |
| 2021-22   | San Martín de Corrientes | Argentina | LNB  |
| 2022-24   | Boca Juniors             | Argentina | LNB  |
| 2024      | San Martín de Corrientes | Argentina | TIB  |
| 2024      | Olímpico                 | Argentina | LNB  |
| 2025      | Obras Basket             | Argentina | LNB  |

## Palmarés

#### Campeonato nacionales
| Título                   | Club         | País      | Temporada |
| ------------------------ | ------------ | --------- | --------- |
| Liga Nacional de Básquet | Quimsa       | Argentina | 2014-15   |
| Torneo Súper 20          | Quimsa       | Argentina | 2018      |
| Torneo Súper 20          | Quimsa       | Argentina | 2020      |
| Liga Nacional de Básquet | Boca Juniors | Argentina | 2023-24   |

- Campeón de la Copa ULEB y Subcampeón de la Liga ACB con Pamesa Valencia.
- Medalla de bronce del Campeonato Sudamericano de Caracas 2006.
- Medalla de bronce en los Juegos Panamericanos 2007 celebrados en Río de Janeiro.
- Medalla de oro del Campeonato Sudamericano Puerto Montt 2008.
- Medalla de plata en el Campeonato FIBA Américas 2015.